# 2024-es férfi vízilabda-Európa-bajnokság
A 2024-es férfi vízilabda-Európa-bajnokságot Horvátországban, Dubrovnikban és Zágrábban rendezték január 4. és 16. között. A címvédő a házigazda horvát válogatott volt. Az Eb-t a spanyol válogatott nyerte, története során először.
A 36. kontinensviadal eredetileg az Európai Úszószövetség 2022. május 13-i döntése alapján Tel-Avivban, 2023. október 7–21. között került volna megrendezésre. A LEN és az Izraeli Úszó-szövetség 2023 tavaszán bejelentett közös döntése alapján az Európa-bajnokság új helyszínen, – a netánjai Wingate Intézet vízikomplexumában – és új időpontban (2024. január 3–16. között) került volna lebonyolításra.  A rendezés jogát végül a 2023 őszén kirobbant Izrael–Hamász háború miatt kapta meg Horvátország.

## Résztvevők
A következő csapatok vettek részt a Európa-bajnokságon:

| Esemény                  | Dátum                                | Helyszín  | Kvóta | Csapat |
| ------------------------ | ------------------------------------ | --------- | ----- | --- |
| Eredeti rendező          | 2022. május 14.                      | –         | 1     | Izrael |
| 2022-es Európa-bajnokság | 2022. augusztus 29. – szeptember 10. | Split     | 8     | - Horvátország - Magyarország - Spanyolország - Olaszország - Görögország - Franciaország - Montenegró - Grúzia |
| Selejtezők               | 2023. június 23–25.                  | különböző | 7     | - Hollandia - Németország - Málta - Szerbia - Szlovákia - Románia - Szlovénia                                   |
| Összesen                 |                                      |           | 16    | |

- Megjegyzés: A kontinenstorna helyszínének Horvátországba történő áthelyezése nem befolyásolta a részvevő válogatottak összetételét.

## Lebonyolítás
A korábbi lebonyolítási rendszerrel szemben a 2024-es Európa-bajnokság a LEN 2023 nyarán közzétett döntése alapján, az első ízben a 2023-as junior világbajnokságon bevezetett két divíziós felbontás szerint zajlott. A csoportok kialakításánál a résztvevő 16 csapatot két divízióba osztották be: 8 csapat az I. divízióból, szintén 8 a II. divízióból kapott csoportellenfeleket. Az I. divízióba (tulajdonképpen az Európa-bajnokság felsőházába) az előző Európa-bajnokság első nyolc helyezettje került, míg a II. divízióban (alsóház) az Európa-bajnoki selejtezőtornáról indulási jogot szerzett válogatottak kaptak helyet. A sorsoláskor mindkét divízióban két-két négycsapatos csoportot alakítottak ki (A, B és C, D csoport). A felsőház 8 résztvevője csoporthelyezéstől függetlenül továbbjutott az egyenes kieséses szakaszba, hasonlóan az alsóház 2-2 csoportgyőztes és csoportmásodik csapatával. A felsőház két csoportgyőztese és második helyezettje erőnyerőként automatikusan a legjobb nyolc közé került, a maradék négy negyeddöntős helyért pedig a felsőházi csoportok harmadik és negyedik helyezettjei az alsóház két csoportjának győztesével, illetve második helyezettjével játszottak a nyolcaddöntőben.

## Sorsolás
Az Európa-bajnokság csoportbeosztását 2023. szeptember 12-én sorsolták Netanjában. A 16 csapatot 6 kalapban helyezték el. A húzást Àngel Moliner, a LEN TWPC-elnöke mellett az izraeli férfi- és női válogatott két-két játékosa, Ido Goldschmidt és Yahav Fire, valamint Ayelet Peres és Maria Mia Bogachenco végezte.

### Kiemelés

#### I. divízió
| 1. kalap (a 2022-es Eb arany- és ezüstérmese) | 2. kalap (a 2022-es Eb bronzérmese és 4. helyezettje) | 3. kalap (a 2022-es Eb 5. és 6. helyezettje) | 4. kalap (a 2022-es Eb 7. és 8. helyezettje) |
| --------------------------------------------- | ----------------------------------------------------- | -------------------------------------------- | -------------------------------------------- |
| - Horvátország - Magyarország                 | - Spanyolország - Olaszország                         | - Görögország - Franciaország                | - Montenegró - Grúzia                        |

#### II. divízió
| 1. kalap (a selejtezőkről kvalifikált csapatok) | 2. kalap (az eredeti rendező és a selejtezőkről kvalifikált csapatok) |
| ----------------------------------------------- | --------------------------------------------------------------------- |
| - Hollandia - Németország - Szerbia - Románia   | - Izrael - Málta - Szlovákia - Szlovénia                              |

## Csoportkör

### I. divízió (felsőház)

#### A csoport
| Hely. | Csapat           | M | Gy | BGy | BV | V | G+ | G– | Gk | P | Továbbjutás                   |
| ----- | ---------------- | - | -- | --- | -- | - | -- | -- | -- | - | ----------------------------- |
| 1.    | Spanyolország    | 3 | 2  | 0   | 1  | 0 | 32 | 27 | +5 | 7 | Továbbjutott a negyeddöntőbe  |
| 2.    | Horvátország (R) | 3 | 1  | 1   | 1  | 0 | 32 | 27 | +5 | 6 | Továbbjutott a negyeddöntőbe  |
| 3.    | Montenegró       | 3 | 0  | 2   | 0  | 1 | 33 | 35 | −2 | 4 | Továbbjutott a nyolcaddöntőbe |
| 4.    | Franciaország    | 3 | 0  | 0   | 1  | 2 | 23 | 31 | −8 | 1 | Továbbjutott a nyolcaddöntőbe |

| 2024. január 4. 17:00 | Montenegró           | 10–10       | Franciaország | Mladost Sportpark, Zágráb Játékvezetők: Georgios Stavridis (GRE), Raffaele Colombo (ITA) |
| 2024. január 4. 17:00 | (2–4, 2–1, 3–2, 3–3) |             |               | Mladost Sportpark, Zágráb Játékvezetők: Georgios Stavridis (GRE), Raffaele Colombo (ITA) |
| 2024. január 4. 17:00 | Matković 3           | Jegyzőkönyv | Vernoux 4     | Mladost Sportpark, Zágráb Játékvezetők: Georgios Stavridis (GRE), Raffaele Colombo (ITA) |
| 2024. január 4. 17:00 | Büntetőpárbaj:       |             |               | Mladost Sportpark, Zágráb Játékvezetők: Georgios Stavridis (GRE), Raffaele Colombo (ITA) |
| 2024. január 4. 17:00 | 10–9                 |             |               | Mladost Sportpark, Zágráb Játékvezetők: Georgios Stavridis (GRE), Raffaele Colombo (ITA) |

| 2024. január 4. 20:15 | Spanyolország        | 9–9         | Horvátország     | Mladost Sportpark, Zágráb Játékvezetők: Vojin Putniković (SRB), Kovács Csatlós Tamás (HUN) |
| 2024. január 4. 20:15 | (1–2, 5–2, 2–2, 1–3) |             |                  | Mladost Sportpark, Zágráb Játékvezetők: Vojin Putniković (SRB), Kovács Csatlós Tamás (HUN) |
| 2024. január 4. 20:15 | négy játékos 2       | Jegyzőkönyv | Bukić, Fatović 2 | Mladost Sportpark, Zágráb Játékvezetők: Vojin Putniković (SRB), Kovács Csatlós Tamás (HUN) |
| 2024. január 4. 20:15 | Büntetőpárbaj:       |             |                  | Mladost Sportpark, Zágráb Játékvezetők: Vojin Putniković (SRB), Kovács Csatlós Tamás (HUN) |
| 2024. január 4. 20:15 | 3–5                  |             |                  | Mladost Sportpark, Zágráb Játékvezetők: Vojin Putniković (SRB), Kovács Csatlós Tamás (HUN) |

| 2024. január 6. 17:45 | Montenegró           | 12–14       | Spanyolország | Mladost Sportpark, Zágráb Játékvezetők: Kovács Csatlós Tamás (HUN), Raffaele Colombo (ITA) |
| 2024. január 6. 17:45 | (2–4, 4–4, 3–2, 3–4) |             |               | Mladost Sportpark, Zágráb Játékvezetők: Kovács Csatlós Tamás (HUN), Raffaele Colombo (ITA) |
| 2024. január 6. 17:45 | három játékos 3      | Jegyzőkönyv | Granados 5    | Mladost Sportpark, Zágráb Játékvezetők: Kovács Csatlós Tamás (HUN), Raffaele Colombo (ITA) |

| 2024. január 6. 20:15 | Horvátország         | 12–7        | Franciaország | Mladost Sportpark, Zágráb Játékvezetők: Georgios Stavridis (GRE), Vojin Putniković (SRB) |
| 2024. január 6. 20:15 | (3–1, 3–1, 4–3, 2–2) |             |               | Mladost Sportpark, Zágráb Játékvezetők: Georgios Stavridis (GRE), Vojin Putniković (SRB) |
| 2024. január 6. 20:15 | Burić 3              | Jegyzőkönyv | Vernoux 3     | Mladost Sportpark, Zágráb Játékvezetők: Georgios Stavridis (GRE), Vojin Putniković (SRB) |

| 2024. január 8. 17:45 | Spanyolország        | 9–6         | Franciaország | Mladost Sportpark, Zágráb Játékvezetők: Raffaele Colombo (ITA), Vojin Putniković (SRB) |
| 2024. január 8. 17:45 | (1–1, 3–2, 3–1, 2–2) |             |               | Mladost Sportpark, Zágráb Játékvezetők: Raffaele Colombo (ITA), Vojin Putniković (SRB) |
| 2024. január 8. 17:45 | Granados, Perrone 3  | Jegyzőkönyv | Crousillat 2  | Mladost Sportpark, Zágráb Játékvezetők: Raffaele Colombo (ITA), Vojin Putniković (SRB) |

| 2024. január 8. 20:15 | Montenegró           | 11–11       | Horvátország             | Mladost Sportpark, Zágráb Játékvezetők: Georgios Stavridis (GRE), Kovács Csatlós Tamás (HUN) |
| 2024. január 8. 20:15 | (2–4, 3–1, 3–4, 3–2) |             |                          | Mladost Sportpark, Zágráb Játékvezetők: Georgios Stavridis (GRE), Kovács Csatlós Tamás (HUN) |
| 2024. január 8. 20:15 | Đ. Radović 3         | Jegyzőkönyv | Marinić Kragić, Žuvela 3 | Mladost Sportpark, Zágráb Játékvezetők: Georgios Stavridis (GRE), Kovács Csatlós Tamás (HUN) |
| 2024. január 8. 20:15 | Büntetőpárbaj:       |             |                          | Mladost Sportpark, Zágráb Játékvezetők: Georgios Stavridis (GRE), Kovács Csatlós Tamás (HUN) |
| 2024. január 8. 20:15 | 4–2                  |             |                          | Mladost Sportpark, Zágráb Játékvezetők: Georgios Stavridis (GRE), Kovács Csatlós Tamás (HUN) |

#### B csoport
| Hely. | Csapat       | M | Gy | BGy | BV | V | G+ | G– | Gk  | P | Továbbjutás                   |
| ----- | ------------ | - | -- | --- | -- | - | -- | -- | --- | - | ----------------------------- |
| 1.    | Magyarország | 3 | 2  | 0   | 0  | 1 | 33 | 26 | +7  | 6 | Továbbjutott a negyeddöntőbe  |
| 2.    | Olaszország  | 3 | 2  | 0   | 0  | 1 | 42 | 23 | +19 | 6 | Továbbjutott a negyeddöntőbe  |
| 3.    | Görögország  | 3 | 2  | 0   | 0  | 1 | 36 | 32 | +4  | 6 | Továbbjutott a nyolcaddöntőbe |
| 4.    | Grúzia       | 3 | 0  | 0   | 0  | 3 | 25 | 55 | −30 | 0 | Továbbjutott a nyolcaddöntőbe |

1. 1 2 3  Magyarország 3 pont, +3 gk; Olaszország 3 pont, +2 gk; Görögország 3 pont, −5 gk

| 2024. január 4. 17:00 | Grúzia               | 5–22        | Olaszország           | Mladost Sportpark, Zágráb Játékvezetők: Tomislav Copić (CRO), Peter Radič (SVK) |
| 2024. január 4. 17:00 | (0–5, 2–6, 0–6, 3–5) |             |                       | Mladost Sportpark, Zágráb Játékvezetők: Tomislav Copić (CRO), Peter Radič (SVK) |
| 2024. január 4. 17:00 | Pjesivac 2           | Jegyzőkönyv | Di Fulvio, Fondelli 5 | Mladost Sportpark, Zágráb Játékvezetők: Tomislav Copić (CRO), Peter Radič (SVK) |

| 2024. január 4. 19:00 | Magyarország         | 8–10        | Görögország    | Mladost Sportpark, Zágráb Játékvezetők: Adrian-Tiberiu Alexandrescu (ROU), Julien Bourges (FRA) |
| 2024. január 4. 19:00 | (1–2, 2–3, 3–2, 2–3) |             |                | Mladost Sportpark, Zágráb Játékvezetők: Adrian-Tiberiu Alexandrescu (ROU), Julien Bourges (FRA) |
| 2024. január 4. 19:00 | Fekete 3             | Jegyzőkönyv | négy játékos 2 | Mladost Sportpark, Zágráb Játékvezetők: Adrian-Tiberiu Alexandrescu (ROU), Julien Bourges (FRA) |

| 2024. január 6. 17:00 | Grúzia               | 11–15       | Magyarország | Mladost Sportpark, Zágráb Játékvezetők: Siniša Matijašević (MNE), Tomislav Copić (CRO) |
| 2024. január 6. 17:00 | (2–5, 3–4, 6–4, 0–2) |             |              | Mladost Sportpark, Zágráb Játékvezetők: Siniša Matijašević (MNE), Tomislav Copić (CRO) |
| 2024. január 6. 17:00 | Akhvlediani 3        | Jegyzőkönyv | Nagy 4       | Mladost Sportpark, Zágráb Játékvezetők: Siniša Matijašević (MNE), Tomislav Copić (CRO) |

| 2024. január 6. 19:00 | Görögország          | 8–15        | Olaszország | Mladost Sportpark, Zágráb Játékvezetők: Adrian-Tiberiu Alexandrescu (ROU), Pau Segurana Ferré (ESP) |
| 2024. január 6. 19:00 | (2–4, 2–3, 2–5, 2–3) |             |             | Mladost Sportpark, Zágráb Játékvezetők: Adrian-Tiberiu Alexandrescu (ROU), Pau Segurana Ferré (ESP) |
| 2024. január 6. 19:00 | Vlahópulosz 3        | Jegyzőkönyv | Di Somma 5  | Mladost Sportpark, Zágráb Játékvezetők: Adrian-Tiberiu Alexandrescu (ROU), Pau Segurana Ferré (ESP) |

| 2024. január 8. 17:00 | Grúzia               | 9–18        | Görögország     | Mladost Sportpark, Zágráb Játékvezetők: Siniša Matijašević (MNE), Ruben Garcia (SUI) |
| 2024. január 8. 17:00 | (2–5, 3–6, 3–3, 1–4) |             |                 | Mladost Sportpark, Zágráb Játékvezetők: Siniša Matijašević (MNE), Ruben Garcia (SUI) |
| 2024. január 8. 17:00 | Jelača 6             | Jegyzőkönyv | három játékos 3 | Mladost Sportpark, Zágráb Játékvezetők: Siniša Matijašević (MNE), Ruben Garcia (SUI) |

| 2024. január 8. 19:00 | Magyarország         | 10–5        | Olaszország  | Mladost Sportpark, Zágráb Játékvezetők: Boris Margeta (SLO), Pau Segurana Ferré (ESP) |
| 2024. január 8. 19:00 | (0–1, 3–0, 4–3, 3–1) |             |              | Mladost Sportpark, Zágráb Játékvezetők: Boris Margeta (SLO), Pau Segurana Ferré (ESP) |
| 2024. január 8. 19:00 | Fekete 3             | Jegyzőkönyv | öt játékos 1 | Mladost Sportpark, Zágráb Játékvezetők: Boris Margeta (SLO), Pau Segurana Ferré (ESP) |

### II. divízió (alsóház)

#### C csoport
| Hely. | Csapat      | M | Gy | BGy | BV | V | G+ | G– | Gk  | P | Továbbjutás                   |
| ----- | ----------- | - | -- | --- | -- | - | -- | -- | --- | - | ----------------------------- |
| 1.    | Szerbia     | 3 | 3  | 0   | 0  | 0 | 57 | 11 | +46 | 9 | Továbbjutott a nyolcaddöntőbe |
| 2.    | Németország | 3 | 2  | 0   | 0  | 1 | 38 | 35 | +3  | 6 | Továbbjutott a nyolcaddöntőbe |
| 3.    | Málta       | 3 | 1  | 0   | 0  | 2 | 30 | 50 | −20 | 3 | A 13–16. helyért              |
| 4.    | Izrael      | 3 | 0  | 0   | 0  | 3 | 20 | 49 | −29 | 0 | A 13–16. helyért              |

| 2024. január 5. 17:00 | Szerbia              | 22–1        | Izrael | Bazen u Gružu, Dubrovnik Játékvezetők: Pau Segurana Ferré (ESP), Ruben Garcia (SUI) |
| 2024. január 5. 17:00 | (6–0, 5–0, 5–1, 6–0) |             |        | Bazen u Gružu, Dubrovnik Játékvezetők: Pau Segurana Ferré (ESP), Ruben Garcia (SUI) |
| 2024. január 5. 17:00 | Radulović 4          | Jegyzőkönyv | Gros 1 | Bazen u Gružu, Dubrovnik Játékvezetők: Pau Segurana Ferré (ESP), Ruben Garcia (SUI) |

| 2024. január 5. 19:00 | Németország          | 18–13       | Málta                  | Bazen u Gružu, Dubrovnik Játékvezetők: Siniša Matijašević (MNE), Rik Evers (NED) |
| 2024. január 5. 19:00 | (6–5, 3–4, 6–2, 3–2) |             |                        | Bazen u Gružu, Dubrovnik Játékvezetők: Siniša Matijašević (MNE), Rik Evers (NED) |
| 2024. január 5. 19:00 | Chiru 5              | Jegyzőkönyv | Galea, Muscat Melito 4 | Bazen u Gružu, Dubrovnik Játékvezetők: Siniša Matijašević (MNE), Rik Evers (NED) |

| 2024. január 7. 17:00 | Málta                | 13–11       | Izrael | Bazen u Gružu, Dubrovnik Játékvezetők: Boris Margeta (SLO), Rik Evers (NED) |
| 2024. január 7. 17:00 | (2–5, 3–3, 3–2, 5–1) |             |        | Bazen u Gružu, Dubrovnik Játékvezetők: Boris Margeta (SLO), Rik Evers (NED) |
| 2024. január 7. 17:00 | Gialanze 4           | Jegyzőkönyv | Gros 4 | Bazen u Gružu, Dubrovnik Játékvezetők: Boris Margeta (SLO), Rik Evers (NED) |

| 2024. január 7. 19:00 | Szerbia              | 14–6        | Németország     | Bazen u Gružu, Dubrovnik Játékvezetők: Julien Bourges (FRA), Peter Radič (SVK) |
| 2024. január 7. 19:00 | (3–2, 5–2, 2–2, 4–0) |             |                 | Bazen u Gružu, Dubrovnik Játékvezetők: Julien Bourges (FRA), Peter Radič (SVK) |
| 2024. január 7. 19:00 | Radulović 4          | Jegyzőkönyv | három játékos 2 | Bazen u Gružu, Dubrovnik Játékvezetők: Julien Bourges (FRA), Peter Radič (SVK) |

| 2024. január 9. 17:00 | Németország          | 14–8        | Izrael        | Bazen u Gružu, Dubrovnik Játékvezetők: Julien Bourges (FRA), Ruben Garcia (SUI) |
| 2024. január 9. 17:00 | (6–3, 3–2, 3–1, 2–2) |             |               | Bazen u Gružu, Dubrovnik Játékvezetők: Julien Bourges (FRA), Ruben Garcia (SUI) |
| 2024. január 9. 17:00 | három játékos 3      | Jegyzőkönyv | Goldschmidt 3 | Bazen u Gružu, Dubrovnik Játékvezetők: Julien Bourges (FRA), Ruben Garcia (SUI) |

| 2024. január 9. 19:00 | Szerbia              | 21–4        | Málta          | Bazen u Gružu, Dubrovnik Játékvezetők: Rik Evers (NED), Tomislav Copić (CRO) |
| 2024. január 9. 19:00 | (5–0, 6–1, 5–1, 5–2) |             |                | Bazen u Gružu, Dubrovnik Játékvezetők: Rik Evers (NED), Tomislav Copić (CRO) |
| 2024. január 9. 19:00 | Milojević 4          | Jegyzőkönyv | négy játékos 1 | Bazen u Gružu, Dubrovnik Játékvezetők: Rik Evers (NED), Tomislav Copić (CRO) |

#### D csoport
| Hely. | Csapat    | M | Gy | BGy | BV | V | G+ | G– | Gk  | P | Továbbjutás                   |
| ----- | --------- | - | -- | --- | -- | - | -- | -- | --- | - | ----------------------------- |
| 1.    | Románia   | 3 | 3  | 0   | 0  | 0 | 33 | 20 | +13 | 9 | Továbbjutott a nyolcaddöntőbe |
| 2.    | Hollandia | 3 | 2  | 0   | 0  | 1 | 48 | 25 | +23 | 6 | Továbbjutott a nyolcaddöntőbe |
| 3.    | Szlovákia | 3 | 1  | 0   | 0  | 2 | 24 | 32 | −8  | 3 | A 13–16. helyért              |
| 4.    | Szlovénia | 3 | 0  | 0   | 0  | 3 | 19 | 47 | −28 | 0 | A 13–16. helyért              |

| 2024. január 5. 17:45 | Szlovákia            | 11–7        | Szlovénia | Bazen u Gružu, Dubrovnik Játékvezetők: Massimo Angileri (ITA), Eurico Silva (POR) |
| 2024. január 5. 17:45 | (5–2, 0–1, 2–2, 4–2) |             |           | Bazen u Gružu, Dubrovnik Játékvezetők: Massimo Angileri (ITA), Eurico Silva (POR) |
| 2024. január 5. 17:45 | Tkáč 4               | Jegyzőkönyv | Kadivec 3 | Bazen u Gružu, Dubrovnik Játékvezetők: Massimo Angileri (ITA), Eurico Silva (POR) |

| 2024. január 5. 20:15 | Hollandia             | 8–12        | Románia | Bazen u Gružu, Dubrovnik Játékvezetők: Levan Berishvili (GEO), Hendrik Schopp (GER) |
| 2024. január 5. 20:15 | (1–3, 3–3, 3–4, 1–2)  |             |         | Bazen u Gružu, Dubrovnik Játékvezetők: Levan Berishvili (GEO), Hendrik Schopp (GER) |
| 2024. január 5. 20:15 | De Weerd, Ten Broek 2 | Jegyzőkönyv | Fulea 4 | Bazen u Gružu, Dubrovnik Játékvezetők: Levan Berishvili (GEO), Hendrik Schopp (GER) |

| 2024. január 7. 17:45 | Románia              | 13–5        | Szlovénia    | Bazen u Gružu, Dubrovnik Játékvezetők: Levan Berishvili (GEO), Tal Shildan (ISR) |
| 2024. január 7. 17:45 | (6–1, 2–2, 2–1, 3–1) |             |              | Bazen u Gružu, Dubrovnik Játékvezetők: Levan Berishvili (GEO), Tal Shildan (ISR) |
| 2024. január 7. 17:45 | Georgescu 3          | Jegyzőkönyv | öt játékos 1 | Bazen u Gružu, Dubrovnik Játékvezetők: Levan Berishvili (GEO), Tal Shildan (ISR) |

| 2024. január 7. 20:15 | Szlovákia            | 6–17        | Hollandia   | Bazen u Gružu, Dubrovnik Játékvezetők: Hendrik Schopp (GER), Eurico Silva (POR) |
| 2024. január 7. 20:15 | (1–5, 3–4, 2–3, 0–5) |             |             | Bazen u Gružu, Dubrovnik Játékvezetők: Hendrik Schopp (GER), Eurico Silva (POR) |
| 2024. január 7. 20:15 | Baláž 3              | Jegyzőkönyv | Ten Broek 4 | Bazen u Gružu, Dubrovnik Játékvezetők: Hendrik Schopp (GER), Eurico Silva (POR) |

| 2024. január 9. 17:45 | Szlovákia            | 7–8         | Románia | Bazen u Gružu, Dubrovnik Játékvezetők: Hendrik Schopp (GER), Tal Shildan (ISR) |
| 2024. január 9. 17:45 | (1–1, 3–3, 3–2, 0–2) |             |         | Bazen u Gružu, Dubrovnik Játékvezetők: Hendrik Schopp (GER), Tal Shildan (ISR) |
| 2024. január 9. 17:45 | Baláž, Marek Tkáč 2  | Jegyzőkönyv | Fulea 4 | Bazen u Gružu, Dubrovnik Játékvezetők: Hendrik Schopp (GER), Tal Shildan (ISR) |

| 2024. január 9. 20:15 | Hollandia                    | 23–7        | Szlovénia    | Bazen u Gružu, Dubrovnik Játékvezetők: Massimo Angileri (ITA), Eurico Silva (POR) |
| 2024. január 9. 20:15 | (7–2, 4–1, 8–3, 4–1)         |             |              | Bazen u Gružu, Dubrovnik Játékvezetők: Massimo Angileri (ITA), Eurico Silva (POR) |
| 2024. január 9. 20:15 | Ten Broek, Van der Weijden 5 | Jegyzőkönyv | Stefanović 3 | Bazen u Gružu, Dubrovnik Játékvezetők: Massimo Angileri (ITA), Eurico Silva (POR) |

## Egyenes kieséses szakasz
|  |               |               |               |            |               |              |              |              |              |               |               |           |               |               |               |            |       |       |
|  | Nyolcaddöntők | Nyolcaddöntők | Nyolcaddöntők |            |               | Negyeddöntők | Negyeddöntők | Negyeddöntők |              |               | Elődöntők     | Elődöntők | Elődöntők     |               |               | Döntő      | Döntő | Döntő |
|  | Nyolcaddöntők | Nyolcaddöntők | Nyolcaddöntők |            |               | Negyeddöntők | Negyeddöntők | Negyeddöntők |              |               | Elődöntők     | Elődöntők | Elődöntők     |               |               | Döntő      | Döntő | Döntő |
|  | január 11.    | január 11.    | január 11.    | január 12. | január 12.    | január 12.   |              |              |              |               |               |           |               |               |               |            |       |       |
|  | január 11.    | január 11.    | január 11.    | január 12. | január 12.    | január 12.   |              |              |              |               |               |           |               |               |               |            |       |       |
|  | B4            | Grúzia        | 11            | A1         | Spanyolország | 24           |              |              |              |               |               |           |               |               |               |            |       |       |
|  | B4            | Grúzia        | 11            | A1         | Spanyolország | 24           | január 14.   |              |              |               |               |           |               |               |               |            |       |       |
|  | D1            | Románia       | 18            |            |               |              | Románia      | 7            |              |               |               |           |               |               |               |            |       |       |
|  | D1            | Románia       | 18            |            |               |              | Románia      | 7            |              | Spanyolország | Spanyolország | 7         |               |               |               |            |       |       |
|  | január 10.    | január 10.    | január 10.    | január 12. | január 12.    | január 12.   |              |              |              | Spanyolország | Spanyolország | 7         |               |               |               |            |       |       |
|  | január 10.    | január 10.    | január 10.    | január 12. | január 12.    | január 12.   |              |              | Olaszország  | Olaszország   | 4             |           |               |               |               |            |       |       |
|  | A3            | Montenegró    | 10            | B2         | Olaszország   | 14           |              |              | Olaszország  | Olaszország   | 4             |           |               |               |               |            |       |       |
|  | A3            | Montenegró    | 10            | B2         | Olaszország   | 14           |              | január 16.   |              |               |               |           |               |               |               |            |       |       |
|  | C2            | Németország   | 5             |            |               |              | Montenegró   | 8            |              |               |               |           |               |               |               |            |       |       |
|  | C2            | Németország   | 5             |            |               |              | Montenegró   | 8            |              | Spanyolország | Spanyolország | 11        |               |               |               |            |       |       |
|  | január 10.    | január 10.    | január 10.    | január 12. | január 12.    | január 12.   |              |              |              | Spanyolország | Spanyolország | 11        |               |               |               |            |       |       |
|  | január 10.    | január 10.    | január 10.    | január 12. | január 12.    | január 12.   |              |              | Horvátország | Horvátország  | 10            |           |               |               |               |            |       |       |
|  | A4            | Franciaország | 10            | B1         | Magyarország  | 10 (5)       |              |              |              | Horvátország  | 10            |           |               |               |               |            |       |       |
|  | A4            | Franciaország | 10            | B1         | Magyarország  | 10 (5)       | január 14.   |              |              |               |               |           |               |               |               |            |       |       |
|  | C1            | Szerbia       | 14            |            |               |              | Szerbia      | 10 (4)       |              |               |               |           |               |               |               |            |       |       |
|  | C1            | Szerbia       | 14            |            |               |              | Szerbia      | 10 (4)       |              | Magyarország  | Magyarország  | 8         | Bronzmérkőzés | Bronzmérkőzés | Bronzmérkőzés |            |       |       |
|  | január 11.    | január 11.    | január 11.    | január 12. | január 12.    | január 12.   |              |              |              | Magyarország  | Magyarország  | 8         | Bronzmérkőzés | Bronzmérkőzés | Bronzmérkőzés |            |       |       |
|  | január 11.    | január 11.    | január 11.    | január 12. | január 12.    | január 12.   |              |              | Horvátország | Horvátország  | 11            |           |               | január 16.    | január 16.    | január 16. |       |       |
|  | B3            | Görögország   | 15            | A2         | Horvátország  | 13           |              |              | Horvátország | Horvátország  | 11            |           |               | január 16.    | január 16.    | január 16. |       |       |
|  | B3            | Görögország   | 15            | A2         | Horvátország  | 13           |              |              |              |               |               |           |               | Olaszország   | Olaszország   | 12         |       |       |
|  | D2            | Hollandia     | 10            |            |               |              | Görögország  | 8            |              |               |               |           |               | Olaszország   | Olaszország   | 12         |       |       |
|  | D2            | Hollandia     | 10            |            |               |              | Görögország  | 8            |              | Magyarország  | Magyarország  | 7         |               |               |               |            |       |       |
|  |               |               |               |            |               |              |              |              |              | Magyarország  | Magyarország  | 7         |               |               |               |            |       |       |

### Nyolcaddöntők
| 2024. január 10. 18:30 | Franciaország        | 10–14       | Szerbia            | Mladost Sportpark, Zágráb Játékvezetők: Boris Margeta (SLO), Pau Segurana Ferré (ESP) |
| 2024. január 10. 18:30 | (2–3, 4–3, 1–3, 3–5) |             |                    | Mladost Sportpark, Zágráb Játékvezetők: Boris Margeta (SLO), Pau Segurana Ferré (ESP) |
| 2024. január 10. 18:30 | Vernoux 3            | Jegyzőkönyv | Drašović, Mandić 4 | Mladost Sportpark, Zágráb Játékvezetők: Boris Margeta (SLO), Pau Segurana Ferré (ESP) |

| 2024. január 10. 20:15 | Montenegró           | 10–5        | Németország  | Mladost Sportpark, Zágráb Játékvezetők: Adrian-Tiberiu Alexandrescu (ROU), Julien Bourges (FRA) |
| 2024. január 10. 20:15 | (3–1, 3–2, 4–1, 0–1) |             |              | Mladost Sportpark, Zágráb Játékvezetők: Adrian-Tiberiu Alexandrescu (ROU), Julien Bourges (FRA) |
| 2024. január 10. 20:15 | Ukropina 3           | Jegyzőkönyv | Strelezkij 3 | Mladost Sportpark, Zágráb Játékvezetők: Adrian-Tiberiu Alexandrescu (ROU), Julien Bourges (FRA) |

| 2024. január 11. 17:00 | Görögország          | 15–10       | Hollandia  | Mladost Sportpark, Zágráb Játékvezetők: Vojin Putniković (SRB), Kovács Csatlós Tamás (HUN) |
| 2024. január 11. 17:00 | (5–3, 4–2, 3–3, 3–2) |             |            | Mladost Sportpark, Zágráb Játékvezetők: Vojin Putniković (SRB), Kovács Csatlós Tamás (HUN) |
| 2024. január 11. 17:00 | Jenidúniasz 5        | Jegyzőkönyv | Te Riele 4 | Mladost Sportpark, Zágráb Játékvezetők: Vojin Putniković (SRB), Kovács Csatlós Tamás (HUN) |

| 2024. január 11. 19:00 | Grúzia               | 11–18       | Románia     | Mladost Sportpark, Zágráb Játékvezetők: Georgios Stavridis (GRE), Raffaele Colombo (ITA) |
| 2024. január 11. 19:00 | (1–5, 3–5, 2–3, 5–5) |             |             | Mladost Sportpark, Zágráb Játékvezetők: Georgios Stavridis (GRE), Raffaele Colombo (ITA) |
| 2024. január 11. 19:00 | Vasić 3              | Jegyzőkönyv | Georgescu 5 | Mladost Sportpark, Zágráb Játékvezetők: Georgios Stavridis (GRE), Raffaele Colombo (ITA) |

### Negyeddöntők
| 2024. január 12. 15:00 | Magyarország         | 10–10       | Szerbia        | Mladost Sportpark, Zágráb Játékvezetők: Adrian-Tiberiu Alexandrescu (ROU), Pau Segurana Ferré (ESP) |
| 2024. január 12. 15:00 | (3–3, 2–2, 4–3, 1–2) |             |                | Mladost Sportpark, Zágráb Játékvezetők: Adrian-Tiberiu Alexandrescu (ROU), Pau Segurana Ferré (ESP) |
| 2024. január 12. 15:00 | Vigvári Vi. 4        | Jegyzőkönyv | négy játékos 2 | Mladost Sportpark, Zágráb Játékvezetők: Adrian-Tiberiu Alexandrescu (ROU), Pau Segurana Ferré (ESP) |
| 2024. január 12. 15:00 | Büntetőpárbaj:       |             |                | Mladost Sportpark, Zágráb Játékvezetők: Adrian-Tiberiu Alexandrescu (ROU), Pau Segurana Ferré (ESP) |
| 2024. január 12. 15:00 | 5–4                  |             |                | Mladost Sportpark, Zágráb Játékvezetők: Adrian-Tiberiu Alexandrescu (ROU), Pau Segurana Ferré (ESP) |

| 2024. január 12. 16:30 | Spanyolország        | 24–7        | Románia     | Mladost Sportpark, Zágráb Játékvezetők: Julien Bourges (FRA), Tomislav Copić (CRO) |
| 2024. január 12. 16:30 | (6–2, 4–2, 7–1, 7–2) |             |             | Mladost Sportpark, Zágráb Játékvezetők: Julien Bourges (FRA), Tomislav Copić (CRO) |
| 2024. január 12. 16:30 | Granados 6           | Jegyzőkönyv | Belényesi 2 | Mladost Sportpark, Zágráb Játékvezetők: Julien Bourges (FRA), Tomislav Copić (CRO) |

| 2024. január 12. 18:30 | Horvátország         | 13–8        | Görögország                    | Mladost Sportpark, Zágráb Játékvezetők: Boris Margeta (SLO), Raffaele Colombo (ITA) |
| 2024. január 12. 18:30 | (3–3, 2–3, 4–0, 4–2) |             |                                | Mladost Sportpark, Zágráb Játékvezetők: Boris Margeta (SLO), Raffaele Colombo (ITA) |
| 2024. január 12. 18:30 | Marinić Kragić 4     | Jegyzőkönyv | Arjirópulosz, Papanasztaszíu 2 | Mladost Sportpark, Zágráb Játékvezetők: Boris Margeta (SLO), Raffaele Colombo (ITA) |

| 2024. január 12. 20:15 | Olaszország          | 14–8        | Montenegró | Mladost Sportpark, Zágráb Játékvezetők: Georgios Stavridis (GRE), Kovács Csatlós Tamás (HUN) |
| 2024. január 12. 20:15 | (3–4, 5–0, 3–1, 3–3) |             |            | Mladost Sportpark, Zágráb Játékvezetők: Georgios Stavridis (GRE), Kovács Csatlós Tamás (HUN) |
| 2024. január 12. 20:15 | Di Somma 4           | Jegyzőkönyv | Radović 2  | Mladost Sportpark, Zágráb Játékvezetők: Georgios Stavridis (GRE), Kovács Csatlós Tamás (HUN) |

### A 13–16. helyért
| 2024. január 11. 17:45 | Szlovákia            | 15–9        | Izrael        | Bazen u Gružu, Dubrovnik Játékvezetők: Levan Berishvili (GEO), Rik Evers (NED) |
| 2024. január 11. 17:45 | (4–2, 1–3, 4–0, 6–4) |             |               | Bazen u Gružu, Dubrovnik Játékvezetők: Levan Berishvili (GEO), Rik Evers (NED) |
| 2024. január 11. 17:45 | Furman 6             | Jegyzőkönyv | Goldschmidt 4 | Bazen u Gružu, Dubrovnik Játékvezetők: Levan Berishvili (GEO), Rik Evers (NED) |

| 2024. január 11. 20:15 | Szlovénia            | 10–8        | Málta     | Bazen u Gružu, Dubrovnik Játékvezetők: Hendrik Schopp (GER), Siniša Matijašević (MNE) |
| 2024. január 11. 20:15 | (2–2, 4–3, 2–1, 2–2) |             |           | Bazen u Gružu, Dubrovnik Játékvezetők: Hendrik Schopp (GER), Siniša Matijašević (MNE) |
| 2024. január 11. 20:15 | Troppan 4            | Jegyzőkönyv | Cutajar 4 | Bazen u Gružu, Dubrovnik Játékvezetők: Hendrik Schopp (GER), Siniša Matijašević (MNE) |

### A 9–12. helyért
| 2024. január 13. 15:45 | Franciaország        | 16–9        | Hollandia | Bazen u Gružu, Dubrovnik Játékvezetők: Levan Berishvili (GEO), Hendrik Schopp (GER) |
| 2024. január 13. 15:45 | (4–2, 4–3, 4–2, 4–2) |             |           | Bazen u Gružu, Dubrovnik Játékvezetők: Levan Berishvili (GEO), Hendrik Schopp (GER) |
| 2024. január 13. 15:45 | Vernoux 5            | Jegyzőkönyv | Muller 3  | Bazen u Gružu, Dubrovnik Játékvezetők: Levan Berishvili (GEO), Hendrik Schopp (GER) |

| 2024. január 13. 18:00 | Grúzia               | 15–10       | Németország  | Bazen u Gružu, Dubrovnik Játékvezetők: Siniša Matijašević (MNE), Rik Evers (NED) |
| 2024. január 13. 18:00 | (1–2, 5–4, 2–3, 7–1) |             |              | Bazen u Gružu, Dubrovnik Játékvezetők: Siniša Matijašević (MNE), Rik Evers (NED) |
| 2024. január 13. 18:00 | Vasić 5              | Jegyzőkönyv | Strelezkij 4 | Bazen u Gružu, Dubrovnik Játékvezetők: Siniša Matijašević (MNE), Rik Evers (NED) |

### Az 5–8. helyért
| 2024. január 14. 15:00 | Szerbia              | 10–12       | Görögország              | Mladost Sportpark, Zágráb Játékvezetők: Kovács Csatlós Tamás (HUN), Julien Bourges (FRA) |
| 2024. január 14. 15:00 | (5–3, 2–4, 1–1, 2–4) |             |                          | Mladost Sportpark, Zágráb Játékvezetők: Kovács Csatlós Tamás (HUN), Julien Bourges (FRA) |
| 2024. január 14. 15:00 | Mandić 3             | Jegyzőkönyv | Fundúlisz, Jenidúniasz 3 | Mladost Sportpark, Zágráb Játékvezetők: Kovács Csatlós Tamás (HUN), Julien Bourges (FRA) |

| 2024. január 14. 20:15 | Románia              | 11–18       | Montenegró   | Mladost Sportpark, Zágráb Játékvezetők: Ruben Garcia (SUI), Tomislav Copić (CRO) |
| 2024. január 14. 20:15 | (3–4, 3–5, 2–4, 3–5) |             |              | Mladost Sportpark, Zágráb Játékvezetők: Ruben Garcia (SUI), Tomislav Copić (CRO) |
| 2024. január 14. 20:15 | Georgescu 3          | Jegyzőkönyv | Đ. Radović 4 | Mladost Sportpark, Zágráb Játékvezetők: Ruben Garcia (SUI), Tomislav Copić (CRO) |

### Elődöntők
| 2024. január 14. 16:30 | Spanyolország        | 7–4         | Olaszország | Mladost Sportpark, Zágráb Játékvezetők: Boris Margeta (SLO), Georgios Stavridis (GRE) |
| 2024. január 14. 16:30 | (2–1, 2–0, 1–0, 2–3) |             |             | Mladost Sportpark, Zágráb Játékvezetők: Boris Margeta (SLO), Georgios Stavridis (GRE) |
| 2024. január 14. 16:30 | Granados, Perrone 2  | Jegyzőkönyv | Condemi 2   | Mladost Sportpark, Zágráb Játékvezetők: Boris Margeta (SLO), Georgios Stavridis (GRE) |

| 2024. január 14. 18:30 | Magyarország         | 8–11        | Horvátország     | Mladost Sportpark, Zágráb Játékvezetők: Adrian-Tiberiu Alexandrescu (ROU), Vojin Putniković (SRB) |
| 2024. január 14. 18:30 | (2–2, 0–2, 4–3, 2–4) |             |                  | Mladost Sportpark, Zágráb Játékvezetők: Adrian-Tiberiu Alexandrescu (ROU), Vojin Putniković (SRB) |
| 2024. január 14. 18:30 | Nagy, Vigvári Vi. 3  | Jegyzőkönyv | Marinić Kragić 3 | Mladost Sportpark, Zágráb Játékvezetők: Adrian-Tiberiu Alexandrescu (ROU), Vojin Putniković (SRB) |

### A 15. helyért
| 2024. január 13. 11:15 | Izrael               | 12–12       | Málta    | Bazen u Gružu, Dubrovnik Játékvezetők: Eurico Silva (POR), Peter Radič (SVK) |
| 2024. január 13. 11:15 | (4–4, 3–1, 2–2, 3–5) |             |          | Bazen u Gružu, Dubrovnik Játékvezetők: Eurico Silva (POR), Peter Radič (SVK) |
| 2024. január 13. 11:15 | Goldschmidt 3        | Jegyzőkönyv | Muscat 6 | Bazen u Gružu, Dubrovnik Játékvezetők: Eurico Silva (POR), Peter Radič (SVK) |
| 2024. január 13. 11:15 | Büntetőpárbaj:       |             |          | Bazen u Gružu, Dubrovnik Játékvezetők: Eurico Silva (POR), Peter Radič (SVK) |
| 2024. január 13. 11:15 | 4–5                  |             |          | Bazen u Gružu, Dubrovnik Játékvezetők: Eurico Silva (POR), Peter Radič (SVK) |

### A 13. helyért
| 2024. január 13. 13:30 | Szlovákia            | 14–10       | Szlovénia      | Bazen u Gružu, Dubrovnik Játékvezetők: Tal Shildan (ISR), Massimo Angileri (MLT) |
| 2024. január 13. 13:30 | (3–2, 4–2, 3–4, 4–2) |             |                | Bazen u Gružu, Dubrovnik Játékvezetők: Tal Shildan (ISR), Massimo Angileri (MLT) |
| 2024. január 13. 13:30 | Baláž 5              | Jegyzőkönyv | Lah, Troppan 3 | Bazen u Gružu, Dubrovnik Játékvezetők: Tal Shildan (ISR), Massimo Angileri (MLT) |

### A 11. helyért
| 2024. január 15. 17:45 | Hollandia                  | 16–10       | Németország | Bazen u Gružu, Dubrovnik Játékvezetők: Siniša Matijašević (MNE), Levan Berishvili (GEO) |
| 2024. január 15. 17:45 | (5–2, 6–5, 3–2, 2–1)       |             |             | Bazen u Gružu, Dubrovnik Játékvezetők: Siniša Matijašević (MNE), Levan Berishvili (GEO) |
| 2024. január 15. 17:45 | Koopman, Van der Weijden 4 | Jegyzőkönyv | Chiru 5     | Bazen u Gružu, Dubrovnik Játékvezetők: Siniša Matijašević (MNE), Levan Berishvili (GEO) |

### A 9. helyért
| 2024. január 15. 20:15 | Franciaország        | 12–6        | Grúzia                        | Bazen u Gružu, Dubrovnik Játékvezetők: Rik Evers (NED), Hendrik Schopp (GER) |
| 2024. január 15. 20:15 | (2–1, 3–1, 3–3, 4–1) |             |                               | Bazen u Gružu, Dubrovnik Játékvezetők: Rik Evers (NED), Hendrik Schopp (GER) |
| 2024. január 15. 20:15 | Vernoux 5            | Jegyzőkönyv | Akhvlediani, Dzikhtsiarenka 2 | Bazen u Gružu, Dubrovnik Játékvezetők: Rik Evers (NED), Hendrik Schopp (GER) |

### A 7. helyért
| 2024. január 16. 15:00 | Szerbia              | 18–7        | Románia     | Mladost Sportpark, Zágráb Játékvezetők: Raffaele Colombo (ITA), Julien Bourges (FRA) |
| 2024. január 16. 15:00 | (5–1, 3–2, 4–1, 6–3) |             |             | Mladost Sportpark, Zágráb Játékvezetők: Raffaele Colombo (ITA), Julien Bourges (FRA) |
| 2024. január 16. 15:00 | Lazić, Mandić 4      | Jegyzőkönyv | Vranceanu 2 | Mladost Sportpark, Zágráb Játékvezetők: Raffaele Colombo (ITA), Julien Bourges (FRA) |

### Az 5. helyért
| 2024. január 16. 18:30 | Görögország          | 15–10       | Montenegró      | Mladost Sportpark, Zágráb Játékvezetők: Kovács Csatlós Tamás (HUN), Pau Segurana Ferré (ESP) |
| 2024. január 16. 18:30 | (6–2, 2–3, 1–2, 6–3) |             |                 | Mladost Sportpark, Zágráb Játékvezetők: Kovács Csatlós Tamás (HUN), Pau Segurana Ferré (ESP) |
| 2024. január 16. 18:30 | Jenidúniasz 4        | Jegyzőkönyv | három játékos 2 | Mladost Sportpark, Zágráb Játékvezetők: Kovács Csatlós Tamás (HUN), Pau Segurana Ferré (ESP) |

### Bronzmérkőzés
| 2024. január 16. 16:30 | Magyarország         | 7–12        | Olaszország           | Mladost Sportpark, Zágráb Játékvezetők: Adrian-Tiberiu Alexandrescu (ROU), Vojin Putniković (SRB) |
| 2024. január 16. 16:30 | (1–4, 2–4, 1–2, 3–2) |             |                       | Mladost Sportpark, Zágráb Játékvezetők: Adrian-Tiberiu Alexandrescu (ROU), Vojin Putniković (SRB) |
| 2024. január 16. 16:30 | Vigvári Vi. 3        | Jegyzőkönyv | Echenique, Fondelli 3 | Mladost Sportpark, Zágráb Játékvezetők: Adrian-Tiberiu Alexandrescu (ROU), Vojin Putniković (SRB) |

### Döntő
| 2024. január 16. 20:15 | Horvátország         | 10–11       | Spanyolország        | Mladost Sportpark, Zágráb Játékvezetők: Boris Margeta (SLO), Georgios Stavridis (GRE) |
| 2024. január 16. 20:15 | (5–3, 2–3, 3–2, 0–3) |             |                      | Mladost Sportpark, Zágráb Játékvezetők: Boris Margeta (SLO), Georgios Stavridis (GRE) |
| 2024. január 16. 20:15 | Bukić 4              | Jegyzőkönyv | Granados, Sanahuja 3 | Mladost Sportpark, Zágráb Játékvezetők: Boris Margeta (SLO), Georgios Stavridis (GRE) |

| A 2024-es férfi vízilabda-Európa-bajnokság győztese |
| --------------------------------------------------- |
| · Spanyolország · 1. cím                            |

## Végeredmény
|  | Részvételi jogot szerzett a 2024-es nyári olimpiára                                      |
|  | Rendezőként, vagy másik tornáról már részvételi jogot szerzett a 2024-es nyári olimpiára |

| Helyezés | Csapat        |
| -------- | ------------- |
| Arany    | Spanyolország |
| Ezüst    | Horvátország  |
| Bronz    | Olaszország   |
| 4.       | Magyarország  |
| 5.       | Görögország   |
| 6.       | Montenegró    |
| 7.       | Szerbia       |
| 8.       | Románia       |
| 9.       | Franciaország |
| 10.      | Grúzia        |
| 11.      | Hollandia     |
| 12.      | Németország   |
| 13.      | Szlovákia     |
| 14.      | Szlovénia     |
| 15.      | Málta         |
| 16.      | Izrael        |

## Díjak
Az Európa-bajnokság után a következő díjakat osztották ki:
| Gólkirály - Álvaro Granados (21 gól) MVP - Álvaro Granados Legjobb kapus - Marko Bijač |